# Euxoa rasilis
Euxoa rasilis är en fjärilsart som beskrevs av Corti 1932. Euxoa rasilis ingår i släktet Euxoa och familjen nattflyn. Inga underarter finns listade i Catalogue of Life.